# Pink Floyd Á Venezia
Pink Floyd Á Venezia es un final del Tour de Pink Floyd y fue el Sábado 15 de julio de 1989. Fue un concierto espectacular y tuvo un gran reconocimiento de todo el mundo.

## Historia

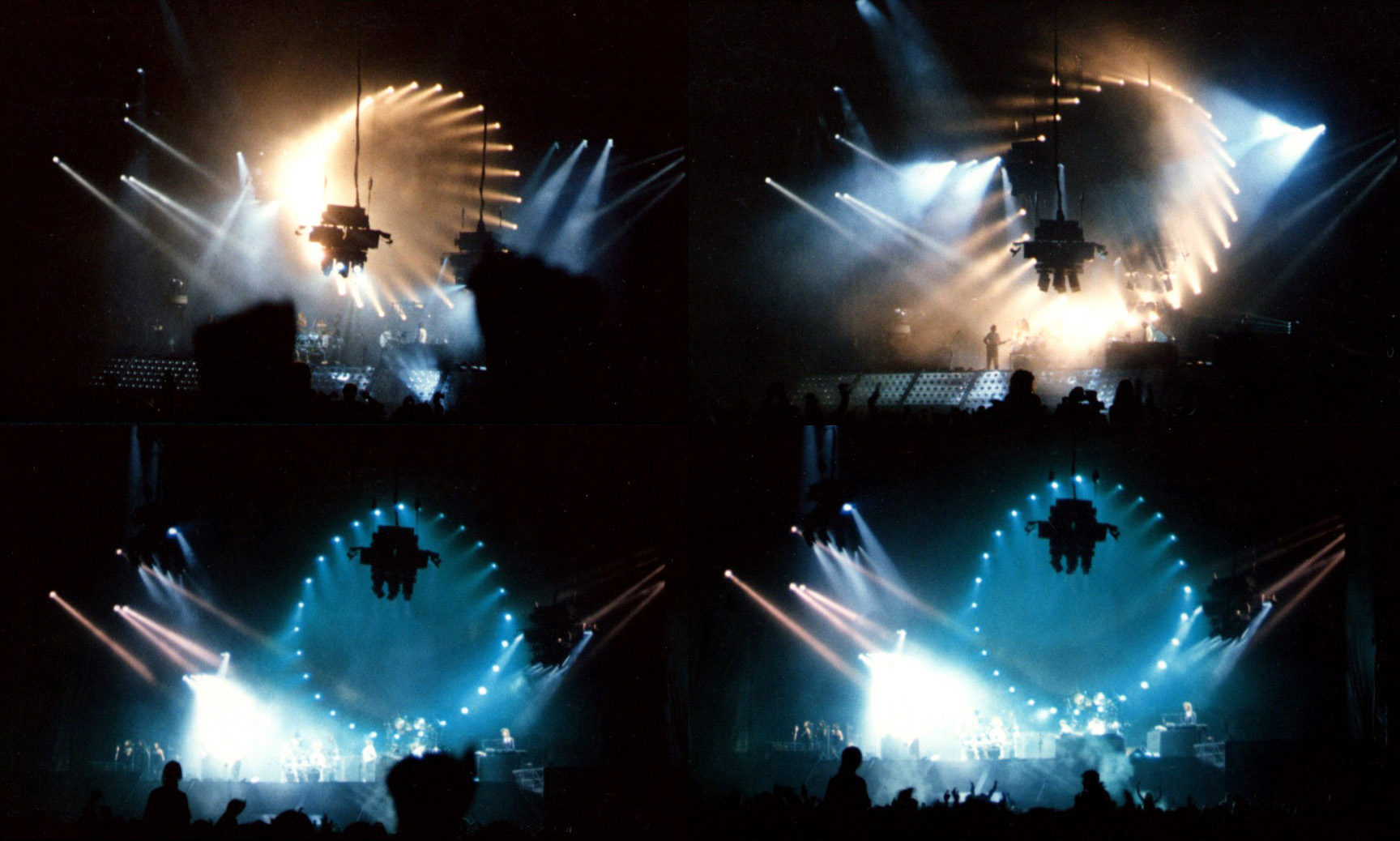
Foto del montaje de uno de los conciertos de la gira Athens y Venezia.

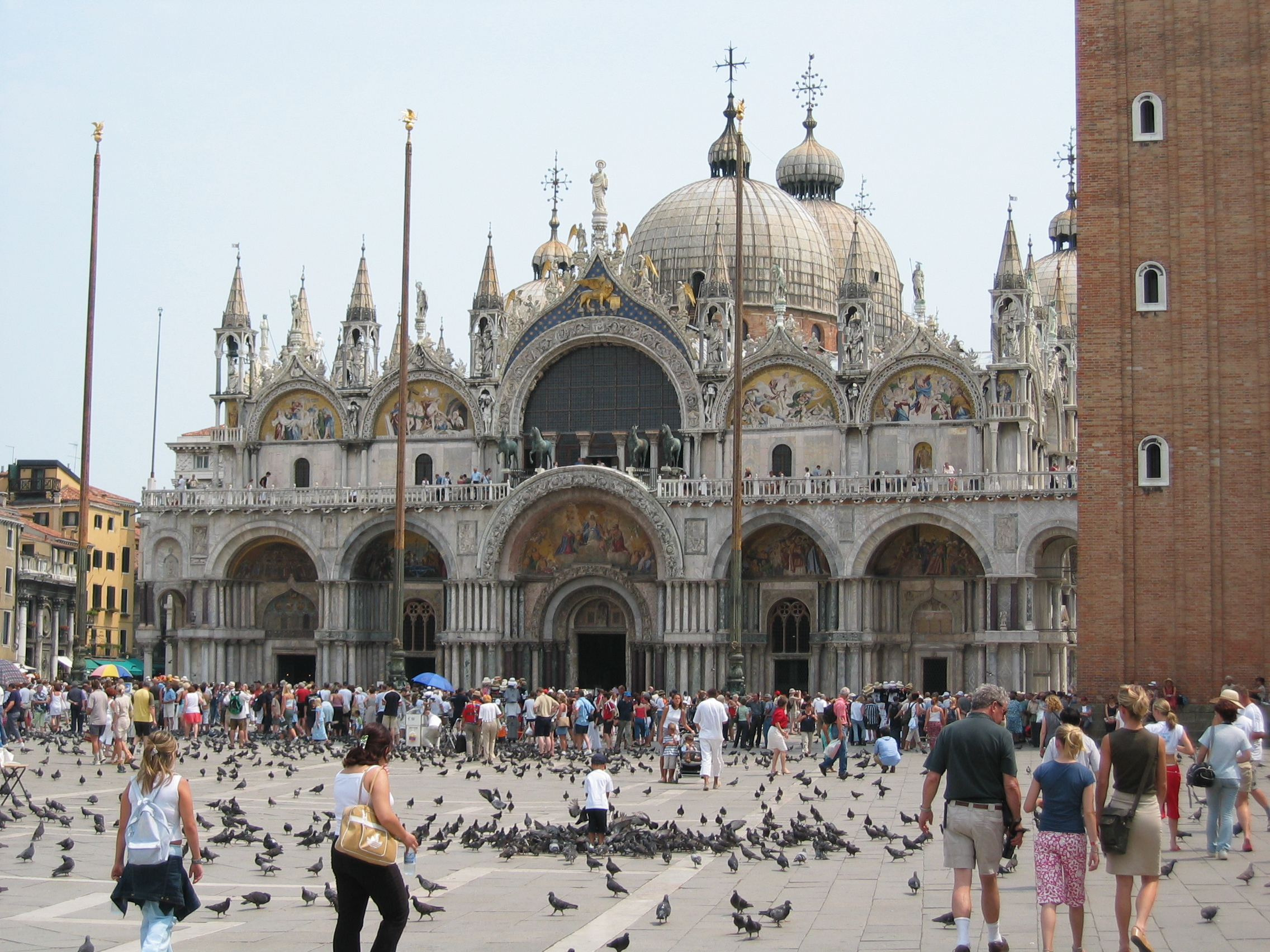
Fachada principal de la Basílica de San Marcos

Empezó a formarse el escenario 3 días antes y estaba llena de aguas venecianas. Hicieron tomas de cámaras y una cámara estaba en el Noroeste del Palacio del Dux viendo completamente la Plaza de San Marcos.
Otra cámara estaba cerca de la Basílica de San Marcos y enfrente del escenario.

## Lista de canciones
1. Shine On You Crazy Diamond (Part I).
2. Learning to Fly.
3. Yet Another Movie / Round and Around.
4. Sorrow.
5. The Dogs of War.
6. On the Turning Away.
7. Time.
8. The Great Gig in the Sky.
9. Wish You Were Here.
10. Money.
11. Another Brick in the Wall, Pt. 2.
12. Comfortably Numb.
13. Run Like Hell.

## Screen Films

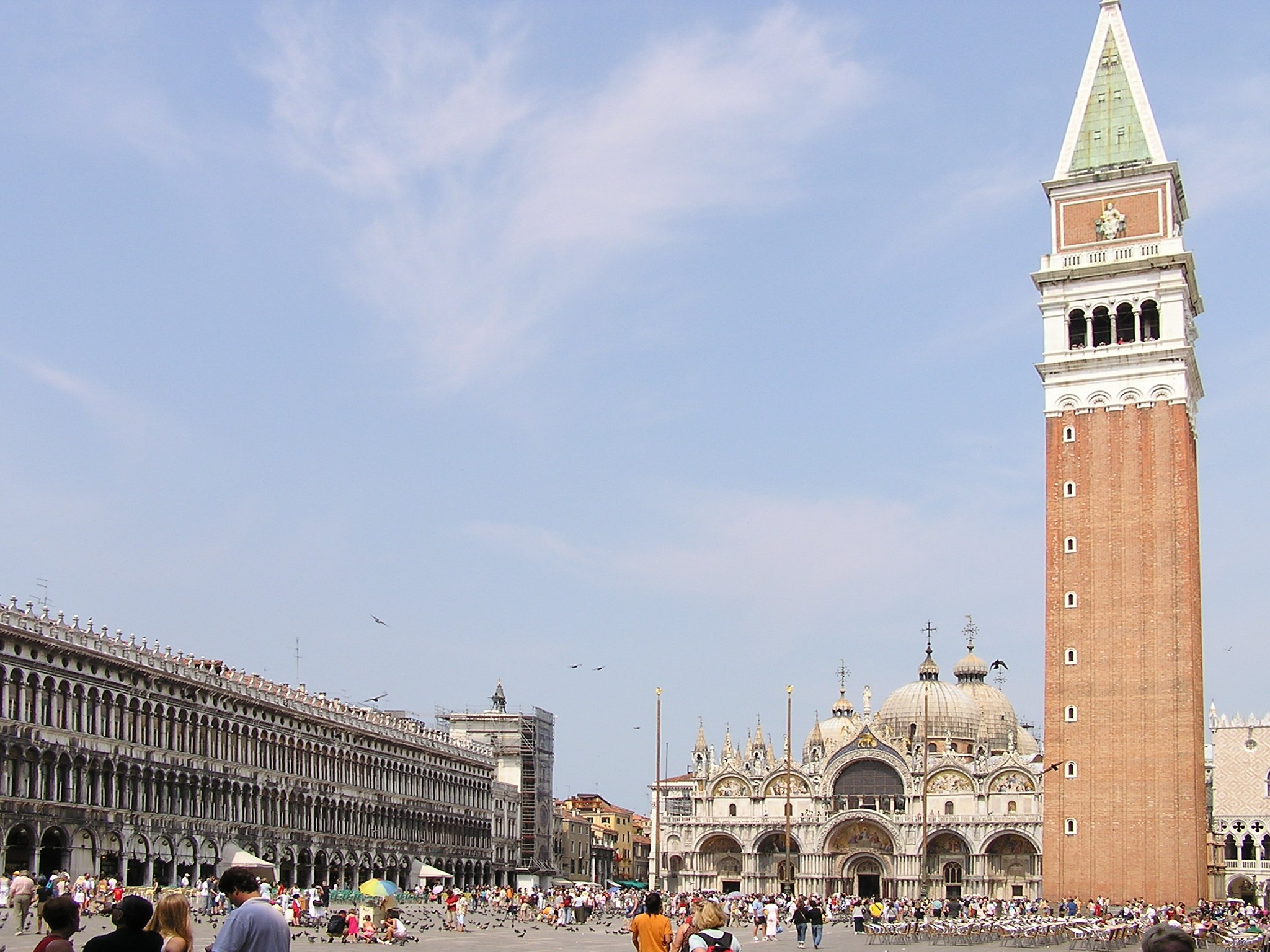
Plaza de San Marcos.

- Learning to Fly.
- Dogs of war.
- Time.
- The Great Gig in the Sky.
- Money.

## Personal
| Pink Floyd - David Gilmour: voz, guitarras, teclados, secuenciadores - Nick Mason: batería, percusión, caja de ritmos, efectos de sonido Producción - Bob Ezrin: productor - David Gilmour: productor - Buford Jones: ingeniero de sonido, mezclas - James Guthrie: remezclas adicionales | Músicos adicionales - Richard Wright: teclados, voz - Garry Wallis: percusión - Jon Carin: teclados - Scott Page: saxofón tenor - Rachel Fury: coros - Guy Pratt: bajo y voces - Durga McBroom: coros - MacHan Taylor: coros |